# 未来惑星ザルドス
『未来惑星ザルドス』（みらいわくせいザルドス、Zardoz）は、1974年のアメリカ合衆国・アイルランド合作のSF映画。ジョン・ブアマンが監督・製作・脚本を務め、ショーン・コネリー、シャーロット・ランプリングが出演している。不老不死の特権階級エターナルズが支配する未来世界を舞台に、彼らの存在に疑問を抱いた主人公ゼッドがエターナルズの土地に潜入し、エターナルズと世界の真実を探る物語である。ブアマン自身による小説版も存在する（『未来惑星ザルドス』、筒井正明訳、立風書房、1974年）。
『指輪物語』の映画化に失敗したブアマンが製作したオリジナル作品であり、当初主演を務める予定だったバート・レイノルズが降板したため、ジェームズ・ボンドのイメージからの脱却を目指していたショーン・コネリーが新たに主演に起用された。撮影はアイルランドのウィックロー県で行われ、グレンクリー平和・和解センター、キルマカノーグのホリーブロック・ホール（現：ブレナンス乗馬教室）、ルガラが主要なロケ地となった。

## ストーリー
2293年の未来。人類は不老不死の「エターナルズ＝永遠人（Eternals）」と死のある「ブルータルズ＝獣人（Brutals）」に分かれ、エターナルズはボルテックスという土地に住み、獣人は荒廃した土地でエターナルズのために食料を生産していた。二つの世界は見えない力学的なバリアによって隔離され、ザルドス(Zardoz)という名の、獣人達が神と崇める人の頭部を模した空飛ぶ石像のみが往来可能であり、ザルドスは穀物を受け取る代わりに獣人の中から選んだ「エクスターミネーターズ=撲滅戦士 (Exterminators) 」という殺し屋集団に武器を渡していた。エクスターミネーターズは、「銃は善なり、ペニスは悪なり」と宣するザルドスの命ずるまま好き放題にブルータルズを撃ち殺し、その人口を減らしていた。
あるとき、エクスターミネーターズのリーダー、ゼッド(Zed)は、貢物の穀物に紛れて、ザルドスに乗り込み、ボルテックスへ旅立つ。飛行中にゼッドはザルドスを操るエターナルズのアーサー・フレイン(Arthur Frayn)を撃つが、アーサーは空中に放り出される（映画は落下中と思われるアーサーから観客に向けられたメッセージで始まる）。
ボルテックスに着いたゼッドはメイ(May)というエターナルズの女性に捕獲され、彼女とコンスエラ(Consuella)という女性エターナルズはテレパシーによる尋問を行うが、ゼッドは記憶を途中で遮断しており、ボルテックスに来た目的や方法といった肝心な情報は得られなかった。彼女らは観察のためにゼッドを3週間ほど生かしておくことで合意し、ゼッドはエターナルズの男性フレンド(Friend)に預けられ、肉体労働などの使役を受けることになった。
フレンドはゼッドに、エターナルズの社会の仕組みを見せる。ボルテックスはタバナクル(Tabernacle)という中央コンピューターによって支配され、エターナルズは永遠に若く、争いや生殖もなく、仮に事故などで死んでもすぐに再生される。脳に埋め込まれたクリスタル(チップ)によってテレパシー能力や念力による攻撃能力を持つが、常に思考を監視され、不穏な思考や反逆思考の持ち主には、歳を取らせるという刑罰が与えられるディストピアだった。ボルテックスは当初科学者の理想郷として建設され、人類への貢献が期待されたが、不死不老ゆえの熱意の枯渇により結局ほとんど成果を出せず、エターナルズは目的を失って無気力状態に陥っている。そんな中でゼッドと接触したエターナルズの中には、ゼッドを不死という名の彼等の牢獄に終焉をもたらす解放者と見なす者が現れるようになった。
一方メイはゼッドの遺伝子を解析し、ゼッドは普通の獣人とは異なっており、精神的、肉体的能力はエターナルズを凌ぐ可能性があることを見出し、再度ゼッドの尋問を試み、核心的な謎が明らかになる。ゼッドはボルテックスに来る前に、アーサー・フレインに導かれて、図書館の廃墟で、『オズの魔法使い』（The Wonderful Wizard of Oz）という古い本を見せられ、「Zardoz」の語源を知ることになった（ゼッドは、以前から図書館の廃墟で、独学で文字をマスターしていた）。
本を読んだゼッドには、今まで絶対的な神と崇めていたザルドスが、自分達を欺く作り物ではないかとの疑念が芽生えていたのだった。ゼッドはこれを確かめるために、仲間と謀ってボルテックスに侵入し、偽りが明らかならば攻撃しようと企てていた。また尋問の過程で、ゼッドは生きることに退屈したアーサー・フレインによって、エターナルズに「死」を復活させるために、遺伝子操作などによって創造された存在であることが明らかになる。
コンスエラは、ゼッドがボルテックスを破局に向かわせる存在であると見なして殺害しようと追い回すが、ゼッドはメイやフレンド、彼を解放者と見なすエターナルズの協力者の手助けで生き延びる。他のエターナルズにも性欲はじめ人間の原始的衝動が蘇り始め、コンスエラもゼッドを憎むどころか逆に愛していることに気づく。
今まで人類が蓄積した全ての知識を移植したゼッドは、タバナクルの核を見破り、これを葬る。これによってボルテックスのバリアは消失し、ザルドスも墜落する。
永遠の生など過ちだったと思い知り、死を願うエターナルズはゼッドに自分達を殺すことを請うが、智慧を得て野蛮ではなくなったゼッドはためらう。そこへ侵入してきたエクスターミネーターズがエターナルズを片端から射殺し、ボルテックスを地獄絵図に変える。しかしエターナルズはむしろそれを喜んで受け入れて滅びていく。
ゼッドはコンスエラを連れて落ち延び、墜落したザルドスの残骸の中に2人で隠れ住み、子供を産み、育て、老いて死に、骨となり、最後はその骨も消えて、錆びた拳銃と2つの手形が映るシーンで終わる。

## キャスト
※括弧内は日本語吹き替え
- ゼッド - ショーン・コネリー（北村和夫）
- コンスエラ - シャーロット・ランプリング（新橋耐子）
- メイ - セーラ・ケステルマン（英語版）（原知佐子）
- フレンド - ジョン・アルダートン（英語版）（石田太郎）
- アヴァロウ - サリー・アン・ニュートン
- ジョージ・サデン - ボスコ・ホーガン（英語版）
- アーサー・フレイン / ザルドス - ナイオール・バギー（英語版）（穂積隆信）
- スター - ベアブル・ダウリング（英語版）
- 老科学者 - クリストファー・カソン（英語版）
- ブルータルズ - ジョン・ブアマン
- エターナルズ - デイジー・ブアマン、カトリーヌ・ブアマン、テルシェ・ブアマン
- 死神の声 - レジナルド・ジャーマン
- タバナクルの声 - デヴィッド・デ・キーサー（英語版）
  - 日本語版：初回放送1977年5月18日(水)日本テレビ『水曜ロードショー／SF未来惑星ザルドス』※DVDにも収録

## 製作

### 企画

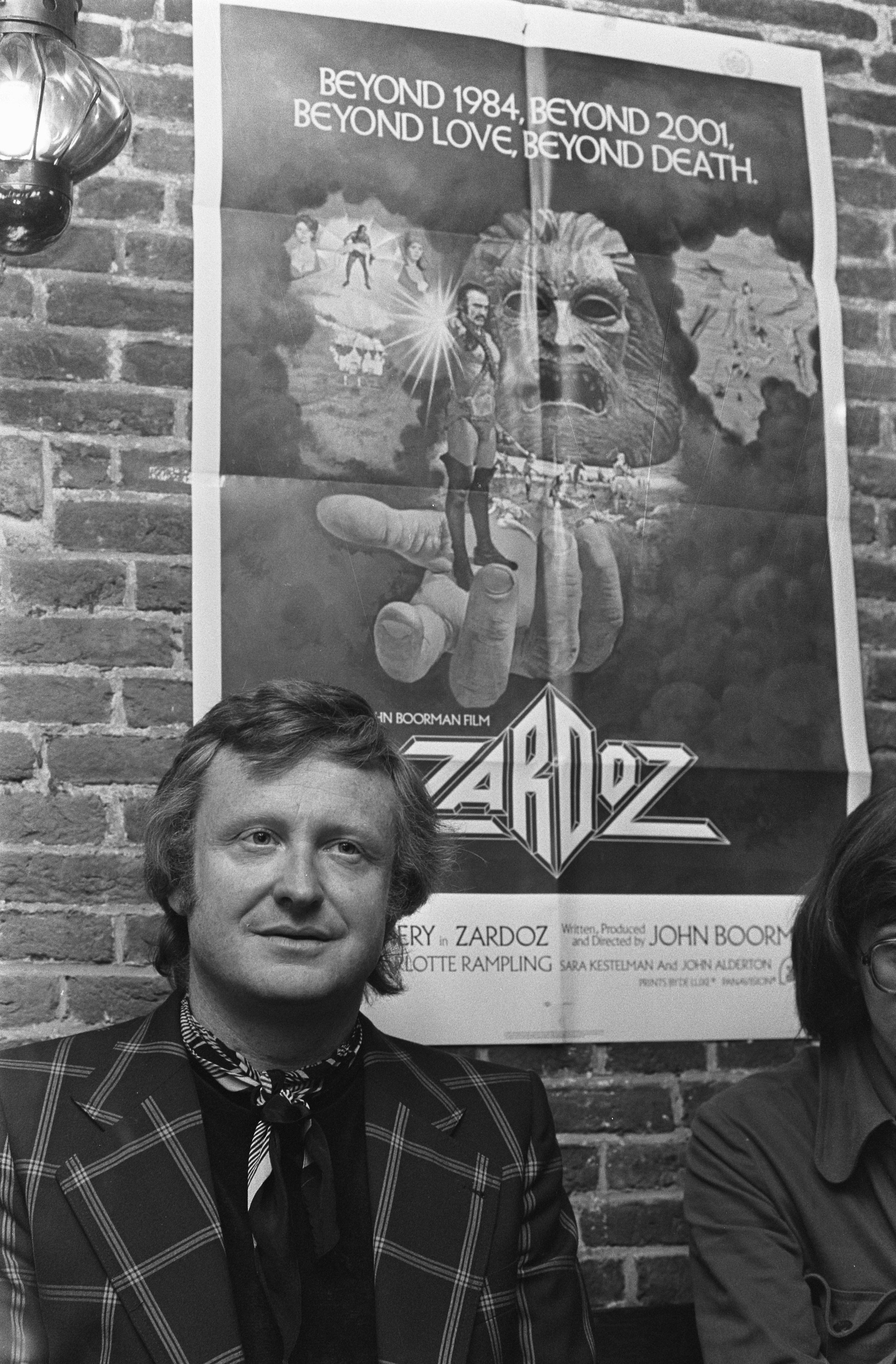
『未来惑星ザルドス』のポスターの前で取材に応じるジョン・ブアマン

ジョン・ブアマンが『未来惑星ザルドス』の構想を思い付いたのは、ユナイテッド・アーティスツに売り込むためにJ・R・R・トールキンの『指輪物語』の映画化脚本を執筆している時だった。『指輪物語』の映画化は製作コストの面からユナイテッド・アーティスツが難色を示しており、その一方でブアマンは「奇妙な新世界」を作り出すことに関心を強めていったという。彼は長年の盟友だったウィリアム・ステア（ビル・ステア）と共に脚本を練り上げ、脚本について「未来に突き進む私たちの感情が後退しているという問題を描き出したかった」と語っている。初稿の段階では物語の舞台は（脚本執筆の時点から）5年後の未来で、「主人公の大学講師が失踪した少女に関心を抱き、少女が暮らしていたコミューンを探す」という内容だった。ブアマンは下調べのために複数のコミューンを訪れたが、その中で物語の舞台を「社会が崩壊した遠い未来」に変更することにした。
オーディオコメンタリーの中でブアマンは「物語を貫く中心的なキャラクターに焦点を当てて作り上げたのです。彼（ゼッド）は不思議にも選ばれ、同時に操られているのです。私は物語をミステリー風味で、手掛かりや謎を解明しながら少しずつ真実が明かされるようにしたかったのです」と語っており、脚本はオルダス・ハクスリーの『夏幾度も巡り来て後に』、ライマン・フランク・ボーム、T・S・エリオット、トールキンの作品やアーサー王物語から影響を受けたという。また、「外的宇宙というよりも内的なものを描いたつもりです。より形而上学的な、優れたSF文学に近いものです。SFというジャンルに悪い印象を与えているのは、ほとんどが宇宙服を着た冒険物語です」とも語っている。
企画の実現について、ブアマンは「誰もやりたがらなかった。ワーナー・ブラザースも興味を示さなかった。彼らのためにどれだけの大金を稼いだと思っているんだ」と語っている。そんな中、彼のエージェントだったデイヴィッド・ベゲルマンは20世紀フォックスの社長に直談判し、「ブアマンと一緒に仕事をやりたいと思いませんか。是非ロンドンに来てください。脚本を渡すので、2時間以内に読んで決断してください」と伝えた。これについてブアマンは、「フォックスのエージェントがロンドンに来くれたんだ。私はナーバスになっていたから、彼が脚本を読む間、ランチを食べに行ったんだ。事務所から出てきた彼の手は震えていて、明らかに脚本に不安を感じているようだった。そんな彼のもとにベゲルマンは歩み寄って"おめでとう!"と言ったんだ。ベゲルマンは哀れな男に逃げるチャンスを与えなかったよ」と語っている。

### キャスティング
1973年4月にバート・レイノルズとシャーロット・ランプリングが出演することが発表された。しかし、レイノルズが病気のため降板し、新たにショーン・コネリーが起用された。コネリーの起用について、ブアマンは「彼はジェームズ・ボンド役を降りたばかりで、仕事がなかったんだ。だから私のところに来たんだよ」と語っている。コネリーの出演は、撮影の1週間前となる1973年5月に発表された。ランプリングは出演の理由について、「詩的だったからです。脚本には身体を愛し、自然を愛し、そして生まれてきた場所を愛せとはっきりと書いてありました」と語っている。海岸でエクスターミネーターズに虐殺される獣人たちは、撮影現場周辺にいたジプシーによるエキストラ出演である。また、このシーンでゼッドに最初に殺される獣人はブアマンが演じている。この他、ゼッドがエターナルズから知識を授かるフラッシュバックシーンにはブアマンの3人の娘がカメオ出演しており、当時妻だったクリステル・クルーズ・ブアマンは衣装デザイナーとして参加している。

### 撮影
製作費は20世紀フォックスが出資し、製作はブアマンが所有するジョン・ブアマン・プロダクションズが手掛けた。ブアマンによると製作費は100万ドルで、そのうち20万ドルはコネリーの出演料だった。一方、脚本家・プロデューサーのオーブリー・ソロモンは著書の中で製作費は157万ドルだったと指摘している。主要撮影は1973年5月から8月にかけて行われた。撮影にはスタンリー・キューブリックがテクニカル・アドバイザーとして参加しているが、クレジットはされていない。
撮影はアイルランドのウィックロー県で行われ（ブアマンの自宅から10マイル圏内の場所だった）、屋内シーンの一部はブレイのアードモア・スタジオで撮影されている。また、ザルドスの石像が飛行するシーンはアードモア・スタジオの駐車場で撮影され、石像はケーブル操作で動かしていた。撮影中、コネリーはブレイに居住しており、この時に住んでいた邸宅は彼が死去する数か月前に競売に出されている。ブアマンはブレイの景観を気に入っており、『エクスカリバー』など複数の作品の撮影を同地で行っている。また、当時はアイルランド共和軍（IRA）の活動が活発だったため銃器の持ち込みができず、ブアマンは撮影地の変更を検討していた。しかし、技術スタッフの一人がIRAメンバーだったことが判明し、彼を通してIRAと交渉した結果、撮影地への銃器の持ち込みが認められたという。
ゼッドとコンスエラが老いていくシーンは1日かけて撮影され、ラストシーンで映し出される手形はブアマン自身の手形が使用された。なお、フィルムに欠陥が見つかったため老いのシーンはクランクアップ・パーティー後に再撮影しているが、泥酔したアシスタントカメラマンが誤ってフィルムを陽光に当ててしまったため、再々撮影する必要が生じている。事情を聞いたコネリーは激怒して「殺しそうな勢い」でアシスタントカメラマンに掴みかかったため、ブアマンや周囲のスタッフがコネリーを取り押さえる騒ぎが起きている。ブアマンによると、ゼッドがフレッドの乗る荷車を引くシーンは坂道で撮影したため、コネリーは不満を抱いていたという。ゼッドが追手から逃れるためにウェディングドレスを着るシーンでは、コネリーがウェディングドレスを着ることを拒否したが、ブアマンの説得に根負けして承諾している
(ドレス姿
)
。また、ランプリングは襲いかかってくるゼッドにコンスエラが念力で対抗するシーンを撮影した際、ブアマンに「ショーン・コネリーに押し倒される機会を待っていたのに」と不満を口にしたという。

### 音楽
ブアマンは映画音楽について、ロンドン古楽コンソートの主催者デイヴィッド・マンロウに作曲を依頼した。物語の舞台は23世紀の未来世界だが、これについてブアマンは、未来的な音楽には旧世界の様々な楽器の音色が含まれていることが相応しいと考えていた。そのため、ブアマンは中世の楽器（ノッチフルート、鐘、ジェムズホーンなど）を使用するようにマンロウに指示している。また、マンロウが作曲した中世楽器の音楽の他にロイヤル・コンセルトヘボウ管弦楽団によるルートヴィヒ・ヴァン・ベートーヴェンの交響曲第7番第2楽章（オイゲン・ヨッフム指揮）も使用された。

## 公開
1974年2月6日からロサンゼルスとニューヨークで公開されたが、批評家から酷評された。また、観客からも複雑な世界観は受け入れられず批判の対象となった。スターログは「大半の批評家（そして観客）は、ブアマンのアナロジーや哲学的な主張を理解できなかった」と批評しており、こうした空気の中で『未来惑星ザルドス』は「鑑賞する価値がない映画」と判断され、上映館では空席が目立つようになった。当時の観客の証言によると、「映画を観終わった観客がロビーに戻ってくると、次の上映待ちの人たちに観賞せずに帰るように促していて、その光景が何度も繰り返されていた」という。チケットの売上も低調で、アメリカ合衆国・カナダの最終的な配給収入は180万ドルに留まっている。
フランスで公開された際、ブアマンはフランス共産党の機関紙リュマニテから「エクスターミネーターの被っているマスクには、ウラジーミル・レーニンを嘲笑する意図がないことを認める宣誓書にサインして欲しい」と要求されている（実際にはザルドスの顔はブアマン自身がモデルである）。ブアマンが宣誓書にサインしたところ、後日リュマニテには『未来惑星ザルドス』を絶賛する記事が掲載されたという。

## ホームメディア
1984年にVHSが発売され、2015年4月14日にBlu-rayが発売されている。

## 日本語字幕
- 清水俊二[25]

## 評価
Rotten Tomatoesでは34件の批評が寄せられ支持率47%、平均評価5.6/10となっており、批評家の一致した見解は「『未来惑星ザルドス』は野心的で叙事詩的な作品だが、その哲学的な思索は最高の奇妙さと目も当てられないほど酷い製作によって無意味なものとなった」となっている。ブアマン自身は2000年に発売されたDVD/Blu-rayに収録されたオーディオコメンタリーの中で、「非常に耽美で個人的な映画だが、それを実現するためには十分な予算とは言えなかった」と評価している。

### 公開時の批評

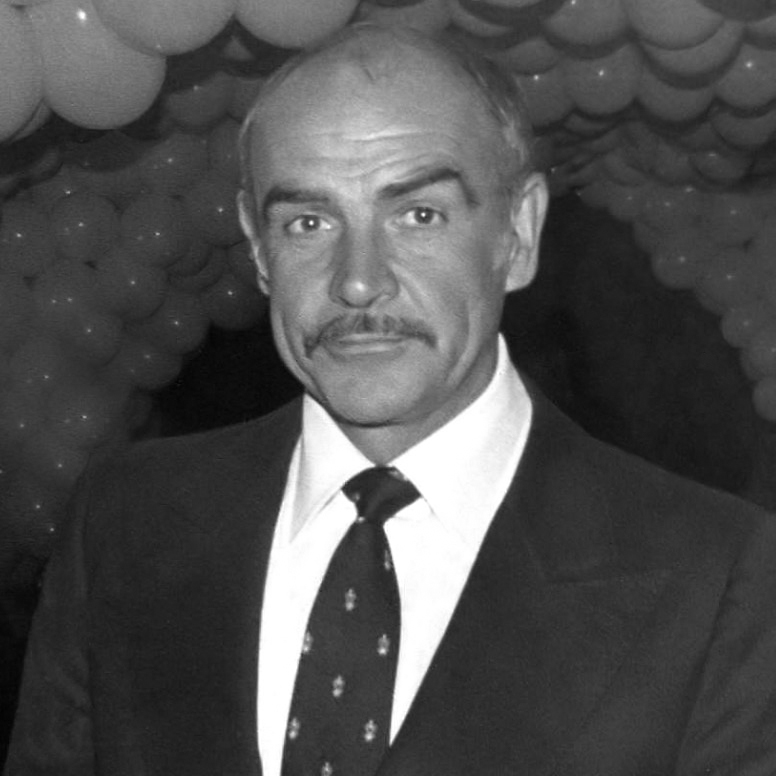
ショーン・コネリー演じるゼッドの外見は「赤いオムツ、ニーハイのレザーブーツ、ポニーテール、サパタ風の口髭」と評された。

ニューヨーク・タイムズのノラ・セイヤーは、「『未来惑星ザルドス』は、その野心的な約束を実現することに失敗したSF作品です。疑似科学的なギミックや教訓的な台詞の多さにもかかわらず、『未来惑星ザルドス』は狂騒的な銃撃戦が行われるクライマックスシーンでさえ、興奮よりも困惑の気持ちが大きいだろう」と批評している。シカゴ・サンタイムズのロジャー・イーバートは2.5/4の星を与え、「正真正銘の奇妙な映画で、永遠に酔っ払ったセットデコレーターに支配されたような未来への旅だ。この映画は大ヒットを記録した『脱出』の後、個人プロジェクトを白紙委任されたブアマンによる自己満足のエクササイズだ（しばしば興味深いものだが）」と批評している。シカゴ・トリビューンのジーン・シスケルは1/4の星を与え、「メッセージ性の強い映画だ。映画における社会批判は、きめ細やかに練られたストーリーの中で控えめに表現するのがベストであり、キャラクターラベルや特殊効果で監督の人間性を賞賛しながら観客の不品行を指摘するようなやり方で大々的にするものではない」と批評した。バラエティは「演出は良く、脚本は根幹となる前提が素晴らしいが、残念ながらクライマックスの音楽と激情に押し流されてしまった。製作も素晴らしく、特に特殊効果は目を見張るものがあり、この映画の控えめなコストを伝えている」と批評している。
タイムのジェイ・コックスは「視覚的に豊作な作品であり、時折姿を見せる作品の尊大さを自虐的ユーモアが軽減してくれている」と批評している。ロサンゼルス・タイムズのチャールズ・チャンプリンは好意的な評価をしており、150万ドルの製作費で作られた点について「創造的な工夫と個人的な献身の賜物であるスクリーン上の輝きに対して、信じられないような低予算だ。この映画はファンや映画製作者を目指す人たちによって、これから何年も興味を持って考察されることになる作品だ」と批評している。ザ・ニューヨーカーのポーリン・ケイルは「巨大なヴィジュアル・シークエンスに関心を持たせるための人間的な奥行きが欠けている。俳優たちには、とても言葉にできないような台詞を背負わせている」と批評した。

### 再評価

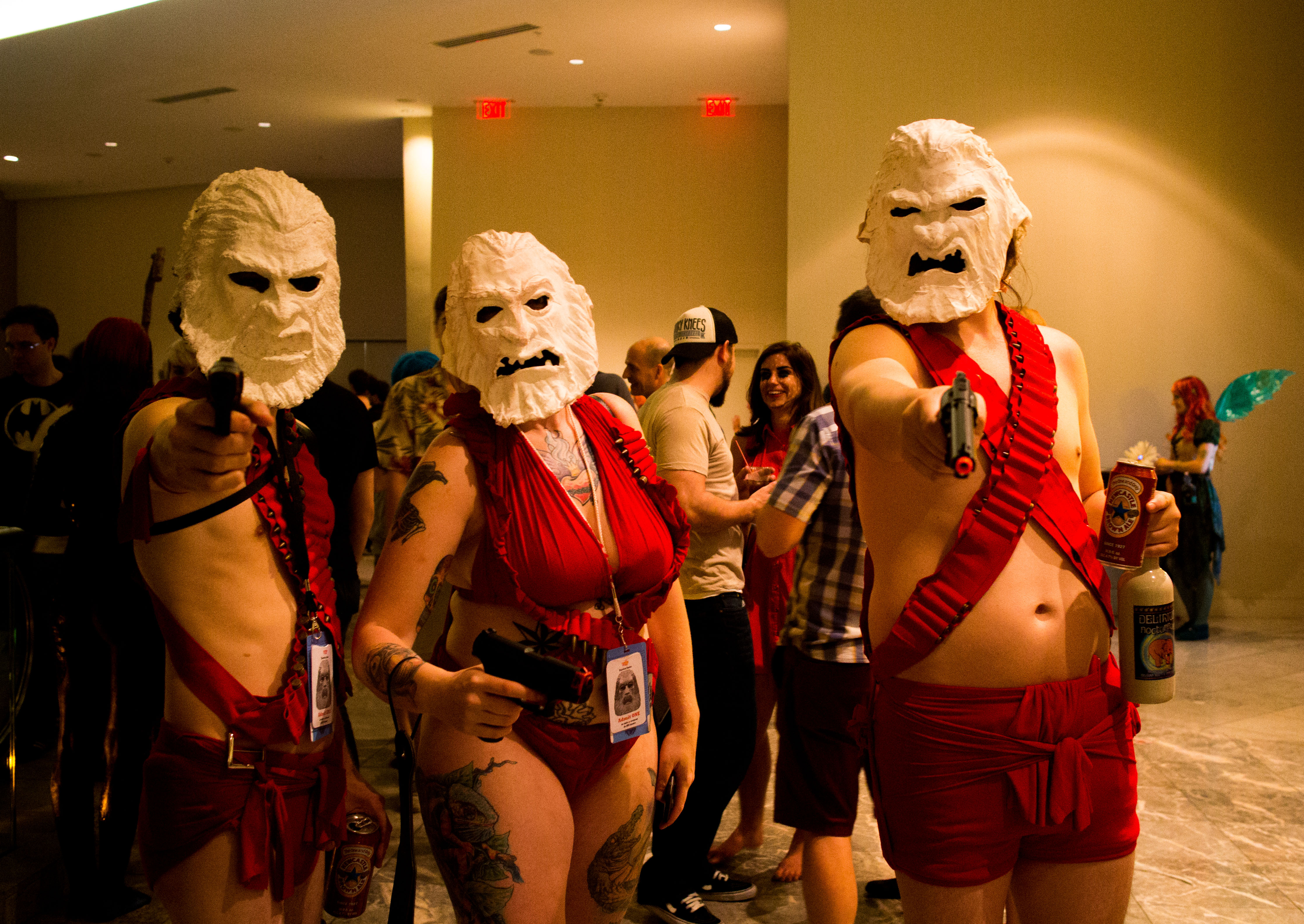
エクスターミネーターズのコスプレをしたファン

『未来惑星ザルドス』は時代を経るごとにカルト的人気を集めていることが指摘されている。1992年にロサンゼルス・タイムズに寄稿したジェフ・バルチャーは「熱狂的なSFファンにとって、この映画は知性が人類を圧倒し、人類が不死を実現した時に何が起きるのかを見せてくれるサイケデリック体験だ」と批評し、ブアマンが自分自身の思い描くヴィジョンの一部を実現した作品と位置付けた。シカゴ・リーダーのジョナサン・ローゼンバウムは、「ジョン・ブアマン監督作品の中で最も過小評価されている作品だ。極端なまでに野心的で思い上がりが激しいが、同時に非常に独創的で挑発的、そして印象的なヴィジュアルを備えており、それを形而上学的にトリミングしたSFアドベンチャーに仕上げている」と批評している。
エンパイアのウィル・トーマスは「ジョン・ブアマンの手腕は称賛に値します。彼は素晴らしい時は実に素晴らしいのですが（『殺しの分け前/ポイント・ブランク』『脱出』）、酷い時は本当に酷いのです。『未来惑星ザルドス』は『スター・ウォーズ エピソード4/新たなる希望』公開以前の映画におけるSFがどのようなものだったのかを思い出させてくれる魅力的な作品です。文学的な引喩、インテリ気取りのポルノ、SFの定番、中途半端な主知主義、そして何か啓示的なことをやりたいという熱意。これらのバカバカしい寄せ集めは100マイルほど方向を間違えているが、その酷さゆえに不思議な説得力を持っている」と批評している。チャンネル4は、「『未来惑星ザルドス』はブアマンの最高傑作であり、驚くほど奇抜で視覚的にも興奮させてくれるSFクエストだ。これは再評価に値する作品だ」と批評した。こうした再評価が進む中で、『未来惑星ザルドス』は「1970年代の映画の中で最も荒々しくて野心的な作品の一つ」としてカルト的人気を持つ古典作品と認識されるようになった。